# Zwartmaskerbuizerd
De zwartmaskerbuizerd (Leucopternis melanops) is een roofvogel uit de familie van de havikachtigen (Accipitridae).

## Verspreiding en leefgebied
Deze soort komt voor in het noordelijke Amazonebekken van zuidoostelijk Colombia tot zuidelijk Venezuela, noordoostelijk Ecuador en noordelijk Brazilië.